# ミンディ・カリング
ヴェラ・ミンディ・チョカリンガム (芸名: ミンディ・カリング（Mindy Kaling),  1979年6月24日 - ）は、アメリカ合衆国の女優・コメディエンヌである。

## 来歴
1979年、マサチューセッツ州ケンブリッジに生まれる。インド系の家庭で、父親は建築家で、母親は産婦人科医だった。2012年に母親は膵癌のため死去している。地元の私立高校を卒業後、ダートマス大学へ進学。在学中には学生によるコメディグループへ所属していたほか、ア・カペラグループなどへも所属していた。また、在学時にコナン・オブライエンがホストを務める深夜トーク番組『レイト・ナイト・ウィズ・コナン・オブライエン』にインターンとしても参加しており、後に同番組へゲスト出演した際にカリング自身も当時のことを回想している。大学卒業後は、ケーブルテレビ局の制作の仕事やベビーシッターなどの仕事を得て、スタンダップ・コメディアンとしてのキャリアをスタートさせた。
2003年にオフ・ブロードウェイ舞台でマット・デイモンとベン・アフレックの友情を描いたコメディ『Matt & Ben』の脚本と出演で、劇中のアフレックを演じた。同作品は大きな反響を生み、批評家や観客からも高い評価を受けてカリング自身の知名度も上昇。2004年には、イギリスのコメディドラマをアメリカでリメイクしたテレビシリーズ『ザ・オフィス』へ出演し、幅広い層から人気を得た。同作品では2008年に他のキャストらと共に全米映画俳優組合賞アンサンブル賞を受賞した2005年には同ドラマで共演したスティーヴ・カレル主演の『40歳の童貞男』で映画デビュー。その後もコメディ映画を中心に女優としてキャリアを積んでいる。2012年からは、自身が主役のコメディ番組『The Mindy Project』も製作され、コメディエンヌとしての確固たる地位を築き上げている。

## 主な出演作品

### 映画
| 公開年 | 邦題 原題                                                                     | 役名                     | 備考                                                                                                |
| ------ | ----------------------------------------------------------------------------- | ------------------------ | --------------------------------------------------------------------------------------------------- |
| 2005   | 40歳の童貞男 The 40-Year-Old Virgin                                           | エイミー                 | 映画デビュー作                                                                                      |
| 2006   | エアポート・アドベンチャー クリスマス大作戦 Unaccompanied Minors              | ウェイトレス             | |
| 2007   | ライセンス・トゥ・ウェディング License to Wed                                 | シェリー                 | |
| 2009   | ナイト ミュージアム2 Night at the Museum: Battle of the Smithsonian           | 博物館のガイド           | |
| 2010   | 怪盗グルーの月泥棒 3D Despicable Me                                           | ツーリストママ           | 声の出演、カメオ出演                                                                                |
| 2011   | 抱きたいカンケイ No Strings Attached                                          | シーラ                   | |
| 2012   | 憧れのウェディング・ベル The Five-Year Engagement                             | ヴァネッサ               | |
| 2012   | シュガー・ラッシュ Wreck-It Ralph                                             | タフィタ・マトンファッジ | 声の出演                                                                                            |
| 2013   | ディス・イズ・ジ・エンド 俺たちハリウッドスターの最凶最期の日 This Is the End | 本人                     | 日本劇場未公開                                                                                      |
| 2015   | インサイド・ヘッド Inside Out                                                 | ムカムカ                 | 声の出演                                                                                            |
| 2015   | ライリーの初デート? Riley's First Date?                                       | ムカムカ                 | 声の出演、『インサイド・ヘッド』の後日談、DVDにボーナスコンテンツとしてつけられた短編アニメーション |
| 2015   | ナイト・ビフォア 俺たちのメリーハングオーバー The Night Before                | サラ                     | |
| 2018   | オーシャンズ8 Ocean's 8                                                       | アミータ                 | |
| 2019   | レイトナイト 私の素敵なボス Late Night                                        | モリー・パテル           | 兼脚本・製作                                                                                        |
| 2021   | ロックダウン Locked Down                                                      | ケイト                   | |

### テレビ
| 放映年    | 邦題 原題                                                      | 役名                             | 備考                                             |
| --------- | -------------------------------------------------------------- | -------------------------------- | ------------------------------------------------ |
| 2005-2013 | ザ・オフィス The Office                                        | ケリー・カプーア                 | 174エピソード                                    |
| 2005      | ラリーのミッドライフ★クライシス Curb Your Enthusiasm           | リチャード・ルイスのアシスタント | シーズン5 第5話 "Lewis Needs a Kidney"           |
| 2014      | セサミストリート Sesame Street                                 | 本人                             | エピソード #4505                                 |
| 2015      | ザ・マペッツ The Muppets                                       | 本人                             | エピソード: "Single all the Way"                 |
| 2017      | アニマルズ Animals                                             | サンディ                         | エピソード: "Squirrels"、声の出演                |
| 2018      | フィラデルフィアは今日も晴れ It's Always Sunny in Philadelphia | Cindy                            | エピソード: "The Gang Makes Paddy's Great Again" |
| 2019      | ザ・モーニングショー The Morning Show                          | Audra                            | 3エピソード                                      |
| 2020-     | 私の"初めて"日記 Never Have I Ever                             | —                                | 原案・製作総指揮                                 |
| 2021-     | モンスターズ・ワーク Monsters at Work                          | ヴァル・リトル                   | 声の出演                                         |